# Corynosoma falcatum
Corynosoma falcatum är en hakmaskart som beskrevs av Van Cleave 1953. Corynosoma falcatum ingår i släktet Corynosoma och familjen Polymorphidae. Inga underarter finns listade i Catalogue of Life.